# Санрајз (Аљаска)
Санрајз (енгл. Sunrise) насељено је место без административног статуса у америчкој савезној држави Аљаска.

## Демографија
По попису из 2010. године број становника је 18, што је 0 (0,0%) становника више него 2000. године.
| Група             | 2000.      | 2010.      |
| Белци             | 16 (88,9%) | 17 (94,4%) |
| Афроамериканци    | 0 (0,0%)   | 0 (0,0%)   |
| Азијати           | 0 (0,0%)   | 1 (5,6%)   |
| Хиспаноамериканци | 0 (0,0%)   | 0 (0,0%)   |
| Укупно            | 18         | 18         |